# Thennelières
Thennelières település Franciaországban, Aube megyében. Lakosainak száma 336 fő (2022. január 1.). Thennelières Bouranton, Courteranges, Laubressel, Ruvigny, Saint-Parres-aux-Tertres és Villechétif községekkel határos.

## Népesség
A település népessége az elmúlt években az alábbi módon változott:
| Lakosok száma | 181  | 245  | 248  | 321  | 342  | 345  | 338  | 332  | 334  | 336  |
|               | 1968 | 1982 | 1990 | 2006 | 2013 | 2015 | 2017 | 2019 | 2020 | 2022 |